# Paracibicides
Paracibicides, en ocasiones erróneamente denominado Paracibides, es un género de foraminífero bentónico de la subfamilia Cibicidinae, de la familia Cibicididae, de la superfamilia Planorbulinoidea, del suborden Rotaliina y del orden Rotaliida. Su especie tipo es Paracibicides edomica. Su rango cronoestratigráfico abarca el Holoceno.

## Clasificación
Paracibicides incluye a las siguientes especies:
- Paracibicides edomica
- Paracibicides hebeslucidus